# 乔伊斯·班达
喬伊斯·希爾達·班達（英語：Joyce Banda，1950年4月12日—），2012-2014年出任馬拉維的總統，亦是馬拉維首位女總統。班達原本是一位教育家和人權運動家，後來轉向從政並擔任馬拉維副總統。在此之前，她於2006年至2009年期間曾任該國外交部部長，也曾擔任議會議員和性別、兒童事務和社區服務部長。在從政前，她曾擔任國家工商婦女協會、年輕婦女領袖網絡和飢餓項目的創始人。2011年，因和時任總統賓古·瓦·穆塔里卡不和，她因此被逐出執政黨，於是創建了馬拉維人民黨。2011年，福布斯雜誌將班達列為非洲最具力量的三個女人之一。
在賓古·瓦·穆塔里卡逝世前，她被認為會參與角逐2014年的馬拉威總統大選，由於班達與穆塔里卡不合，她繼任總統預料將對馬拉威的政局帶來變化。

## 早年生活
班達出生於馬拉威松巴的一個城鎮Malemia，擁有劍橋大學結業證書、哥倫布大學幼兒教育文學士學位與在義大利獲得的管理學位證書。25歲時她已有三名子女住在肯亞奈洛比。1975年，一個進行中的女權運動激勵班達脫離了受虐的婚姻。在1985年至1997年間她創立了許多公司包括Ndekani成衣製造（1985年）、Akajuwe企業（1992年）、Kalingidza麵包店（1995年）。她的成功促使她幫助其他女性達到經濟自主並從受虐與貧窮的循環中解放。她在馬拉威創立了三個女權運動組織，她曾說：「早婚、年輕懷孕和因生產造成的女性早逝，都與就學長短有關。」
班達的妹妹是Anjimile Oponyo，為馬拉威女子養成學院（Raising Malawi Girls Academy，由瑪丹娜創立）的首席执行官。她的丈夫理查·班达是馬拉威的前首席法官。

## 政治生涯

### 公共事務（2004-2009）
班達曾擔任松巴地區議會的議員，2004年擔任性別、兒童福利和社區服務部長，努力促使已難產長達七年的家暴法案通過，並發表了國家對孤兒與受虐兒童採取行動的宣言，並籌畫目標為零受虐兒的運動。2006年6月1日她被當時的總統賓古·瓦·穆塔里卡任命為外交部長。

### 副總統（2009-2012）
班達在2009年馬拉威大選擔任穆塔里卡的副手，代表民主進步黨競選正副總統並勝選，成為馬拉威第一名女性副總統。2010年12月在一場反黨活動中，她與公共基础设施部长昆博·海斯廷斯·卡查利（Khumbo Kachali）一起被開除黨籍，為了排擠她，總統穆塔里卡將先前由她掌握的職位移交給2011年9月進入內閣的妻子莉丝塔·奇蒙波（Callista Chimombo）。法院最終阻止了穆塔里卡欲將班達副總統職位罷免、阻止其發表政府言論以及阻止其組織新政黨的嘗試。2011年9月8日，副總統的職位在一次內閣改組中被省略，但根據憲法班達仍是合法的副總統。民主進步黨發言人恩塔巴（Hetherwick Ntaba）曾發言勸她辭去副總統職位。

### 民主進步黨的派系之爭
導致班達與總統穆塔里卡關係緊張的原因，是由於穆塔里卡有意培養其弟彼得·穆塔里卡（Peter Mutharika）擔任民主進步黨下任主席與馬拉威下任總統。雖然班達被民主進步黨開除黨籍，根據憲法仍繼續擔任馬拉威副總統，此舉引起民主進步黨許多黨員放棄黨籍並聲援班達競選2014年的總統。民主進步黨否認許多黨員退黨並聲稱只有一些。

### 創立人民黨
班達是馬拉威人民黨的創立者與領導者，2011年，當班達拒絕替穆薩里卡的弟弟彼得擔任總統接班人背書，而被驅逐出黨後即創立了該黨。

### 繼任總統（2012-2014）
馬拉威政界與醫界人士於2012年4月5日即披露穆塔里卡因病過世，7日總統暨內閣秘書馬薩卡（Bright Msaka）證實了這個消息。班達在軍方力挺之下，7日根據憲法就職為新任總統。穆塔里卡的親信曾試圖阻止她接任總統，班達在宣誓就任總統時表示「我真誠希望沒有絲毫報復行動。我只希望我們團結在一起。」「總統職位的和平過渡展現馬拉威民眾和所有住在馬拉威的人民對法律的尊重，對此我表達真誠感謝。」

## 執政時期
乔伊斯·班达在2014年马拉维总统大选中被对手彼得·穆塔里卡（前任總統之胞弟）击败，同年5月31日卸任总统。